# Duckman
Duckman: Private Dick/Family Man (no Brasil: Duckman: Detetive Particular; em Portugal: O Pato, na versão dobrada, ou As Aventuras de Duckman, na versão legendada) foi uma série de animação americana de humor adulto, exibida entre 5 de março de 1994 e 6 de setembro de 1997. Nos Estados Unidos foi transmitido pela USA Network. No Brasil a série foi exibida no canal pago Locomotion. Em Portugal a série foi transmitida na RTP2 na década de 1990 na versão original com legendas em português, mas mais tarde foi reexibida, em 2009, mas dobrado em português. 
A série foi desenvolvida por Jeff Reno e Ron Osborn, numa associação entre a Klasky Csupo, Paramount Television e a Reno & Osborn Production. Foi baseada nos quadrinhos underground de Everett Peck, da editora Dark House.

## Enredo
A série tem personagens animais humanizados, sendo o personagem principal um pato, contendo humor escrachado, violência e sexo.
A família do personagem principal, Eric Duckman, era composta por seus filhos Ajax, Charles e Mambo (esses 2 últimos era gêmeos siameses com um corpo em comum e duas cabeças), sua cunhada Berê (Berenice), irmã gêmea de sua falecida esposa Beatriz e a Vovó Sofia. Por seu jeito neurótico e idéias estúpidas, Duckman estava sempre brigando com sua cunhada e seus filhos tinham pouco respeito por ele (embora isso fosse mudando ao longo dos episódios). Já a Vovó ficava sempre parada no seu sofá indiferente a tudo.
Duckman era detetive e no seu escritório tinha seu parceiro Cornfed, um porco. Cornfed, apesar de sempre criticar a maneira desleixada com que Duckman tratava os casos, e também ser constantemente insultado e colocado em apuros por causa do seu parceiro, permanecia sempre ao seu lado, apesar de aparentemente não ter nenhum motivo para tal. Na verdade Cornfed é muito inteligente e mostra habilidades e relações inesperadas que ajudam a resolver os casos detetivescos, revelando ocasionalmente que admira o Duckman por coisas que aparentemente ninguém consegue enxergar. 
De fato, Duckman, por desnudar questões contemporâneas, mostra muito da hipocrisia e idiotice toleradas pelo cotidiano do mundo globalizado.
Alguns episódios da série se passam no futuro distante onde as pessoas se lembram que um dia existiu Duckman. Nesses episódios se tem a impressão de que Duckman se tornou um grande guru da humanidade em algum momento e que sua filosofia influenciou gerações.